# Coré (Bible)
Pour les articles homonymes, voir Coré.
 (janvier 2019).
- Si vous ne connaissez pas le sujet, laissez ce bandeau (vous pouvez alors contacter les auteurs).
- Si vous supprimez le contenu mis en cause (vous pouvez préalablement contacter les auteurs),

argumentez précisément cette suppression dans la page de discussion
(un manque de référence n'est pas un argument ; une recherche réelle de référence doit avoir été effectuée, être formellement documentée).
 (janvier 2019).
Coré ou Koré, en hébreu : קרח, Qora'h, et en arabe : َقَـٰرُون, Karoun, est un personnage biblique et coranique, chef d'une rébellion contre Moïse et Aaron, pendant la traversée du Désert (Nombres, 16). Il donne son nom à la parasha Qora'h.

## Le récit biblique

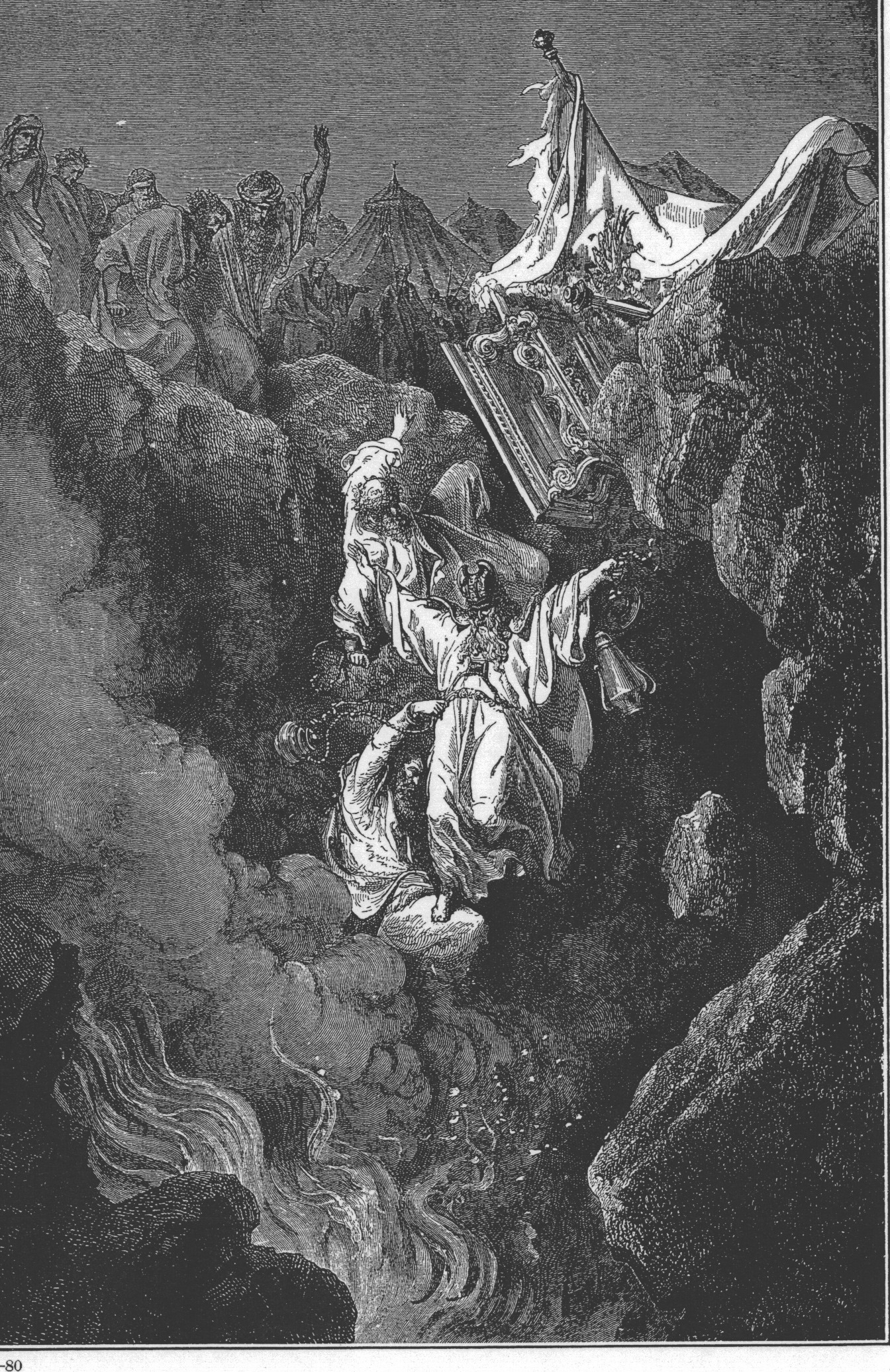
La mort de Coré, Dathan et Abiram, par l'illustrateur français du XIXe siècle, Gustave Doré

Lévite éminent de la lignée de Qehath, auquel s'allient Dathan et Abiron, princes de la tribu de Ruben, Coré mène une rébellion contre l'autorité de Moïse et d'Aaron, arguant que tout le peuple étant saint, l'autorité ne pourrait demeurer entre les mains des deux frères. Moïse s'en remet au jugement divin : qu'Aaron et Coré apportent une offrande d'encens, afin de déterminer laquelle sera agréée. Coré et ses gens sont engloutis par la terre, mais Nombres 26, 11 précise « Les enfants de Coré ne moururent pas ». Les enfants de Coré sont : Assir, Elqana et Abiasaph (dont un descendant est le prophète Samuel). 

## Flavius Josèphe
Flavius Josèphe rend קרח par Korés ou Koresh tandis que la Septante choisit Kore.

## Dans le Talmud
Commentaire de Rachi, d'après le Midrash Tanhouma 
« […] Qu'a fait Qora'h ? Il s'est dressé pour rassembler deux cent cinquante chefs de tribunaux […]. Il les a revêtus de vêtements entièrement faits de laine d'azur et ils se sont présentés devant Moïse en lui demandant : "Un vêtement entièrement fait de laine d'azur a-t-il besoin de tsitsith ou bien en est-il dispensé ?" Moïse répondit qu'il en avait besoin. Ils se sont esclaffés : « Se peut-il que pour un vêtement fait d'une étoffe différente, un seul fil de laine d'azur suffise à le rendre apte à être porté, et qu'un vêtement fait entièrement de laine d'azur ne se rende pas apte forcément de lui-même ? »
« "Et leurs femmes et leurs fils et leurs jeunes enfants" : Vois comme peut être désastreuse une querelle : un tribunal humain ne punit que celui qui porte les signes de la puberté, et celui de Là-Haut ne punit qu’à partir de vingt ans. Ici en revanche ont péri même les nourrissons. »
Apologue du Midrash Tanhouma, repris dans Nombres Rabba (en)
« Kora'h trouva cet argument au temps de Moïse et d'Aaron pour essayer de se rallier le peuple.
Une veuve habitait avec ses deux filles. Elle possédait seulement un petit champ, juste assez grand pour les nourrir péniblement.
Alors que la veuve commençait à labourer son champ, Moïse lui dit : "Fais attention de ne pas labourer en attelant un âne et un bœuf ensemble car il est ordonné : Ne laboure pas avec un bœuf ou un âne attelés ensemble" (Devarim 22:10). Lorsqu'elle voulut semer, Moïse la prévint encore : "Il est ordonné de Ne pas semer ton champ de graines hétérogènes" (Vayikra 19:19). Lorsqu'elle voulut récolter, Moïse l'avertit : "Ne glane pas les épis tombés - lékète (Vayikra 19:9), ne retourne pas prendre les gerbes oubliées - chik'ha (Devarim 24:19), enfin ne moissonne pas les coins de ton champ - péah. » (Vayikra 19:9).
Au moment d'engranger son blé, Moïse lui demanda de prélever la térouma-maaseer pour le prêtre (Devarim 18:4) = 1 %, le maasser rishone pour le Lévi (Bamidbar 18:24) = 10 %, enfin le maasser chéni (Devarim 14:22) = 10 % des récoltes des 1re, 2e, 4e et 5e année du cycle de la chemitta qui devait être consommé dans le Sanctuaire. La veuve en conclut qu'il n'était pas rentable pour elle de garder son lopin de terre. Elle vendit son champ et acheta deux brebis dans l'espoir de vivre du commerce de la laine.
Lorsque les brebis mirent bas, Aaron exigea leur premier-né puisque : "Consacre à l'Éternel ton premier-né parmi ton gros et ton menu bétail." (Devarim 15:19). Plus tard, lors de la tonte, Aaron demanda la première toison : "Tu lui donneras… la première toison de ton bétail." (Devarim 18:4). N'y tenant plus, la veuve ayant du mal à vivre après tous ces prélèvements, elle décida d'égorger ses brebis. Immédiatement, Aaron exigea sa part : "l'épaule, les mâchoires et l'estomac" (Devarim 18:3). "Puisqu'il en est ainsi, je vais consacrer ce qui me reste au Sanctuaire.", dit la veuve. Aaron lui dit : "À présent, donne-moi tout car : Tout ce qu'Israël déclare consacré t'appartiendra. (Bamidbar 18:14).
En fait, l'argument de Kora'h est valide si l'on ne voit que le début des processus. Le premier-né et la première tonte sont dus une seule fois, puis le fruit du travail appartient à l'homme. Les prélèvements sont lourds la première année, puis ils disparaissent au profit des maasseroth qui sont récurrents mais plus supportables. »
La rébellion de Qora'h est longuement commentée dans le traité Sanhedrin, folios 109b et 110

## Autres occurrences
קֶרַח, Qèra'h, signifie « gelée », « glace », en Genèse 31,40. Les commentateurs font remarquer la symétrie d’Abel, vapeur et de Qora'h, glace : les deux états extrêmes de l'eau, tous deux engloutis par la terre.
קֹרַח, Qora'h est un fils d'Esaü en Genèse 36 (5 -14 -16 - 18)) 
קֵרֵחַ, Qéré'ha signifie « chauve », « pelé » en Lévitique 13, 40 et suiv, et 21, 5

## Dans le Coran
La figure biblique de Coré figure aussi dans le Coran sous le nom de Qârûn. Il y apparaît à trois reprises et est cité avec Haman et Pharaon. Le récit s'éloigne du récit biblique,. Pour J. Van Reeth, le récit coranique est construit comme une suite de réflexions après la lecture du récit biblique.
Qârûn est décrit comme un conseiller hébreu de Pharaon. Le Coran insiste sur la richesse de Qârûn. Un groupe d'hommes forts est nécessaire, ne serait-ce que pour porter les clefs de ses trésors. Ce détail se retrouve dans la littérature talmudique et chez Flavius Josèphe. D'autres éléments du récit évoquent davantage une source chrétienne. Dans des légendes rabbiniques, le personnage de Coré est associé, comme dans le Coran, à celui d'Haman. Il aurait été englouti, pour son orgueil et son étalage de richesse, par la terre,.
Il est quasiment impossible de comprendre le déroulement du texte coranique sans avoir connaissance du récit biblique. Le récit coranique étant allusif, les traditions ont complété l'histoire « par des légendes assez foisonnantes ». Ainsi, pour Tabari, sa richesse était due à la connaissance de l'alchimie et à la possession de la pierre philosophale. 
Les récits font glisser l'accusation d'orgueil vers l'avarice de Qârûn et son refus de payer l'aumône légale. Cette question était, en effet, fondamentale lors de la fondation de l'État musulman. L'histoire de Qârûn doit être interprétée comme un avertissement. Elle correspond pour Van Reeth au contexte des révoltes (guerres de Ridda) sous le règne d'Abou Bakr et des successeurs de Mahomet. La péricope de la sourate 28 semble donc un ajout postérieur interpolé à cette époque.

## Peinture
En 1481, le peintre italien Sandro Botticelli exécute une peinture murale qui orne la chapelle Sixtine et intitulée Le Châtiment de Coré, Dathan et Abiram.